# Escariche
Escariche település Spanyolországban, Guadalajara tartományban. Escariche Loranca de Tajuña, Hontoba, Escopete, Pastrana, Yebra, Fuentenovilla és Pezuela de las Torres községekkel határos. Lakosainak száma 185 fő (2024).

## Népesség
A település népessége az utóbbi években az alábbiak szerint változott:
| Lakosok száma | 190  | 217  | 202  | 204  | 212  | 190  | 176  | 185  | 201  | 185  |
|               | 2001 | 2004 | 2006 | 2009 | 2011 | 2014 | 2016 | 2019 | 2021 | 2024 |